# 少花穗莎草
少花穗莎草（学名：Cyperus cephalotes）是莎草科莎草属下的一种植物。分布于安达曼群岛、阿萨姆邦、孟加拉国、婆罗洲、中国东南部、印度、爪哇、缅甸、新几内亚、尼科巴群岛、昆士兰、斯里兰卡、泰国、越南等地。